# Mořena barvířská

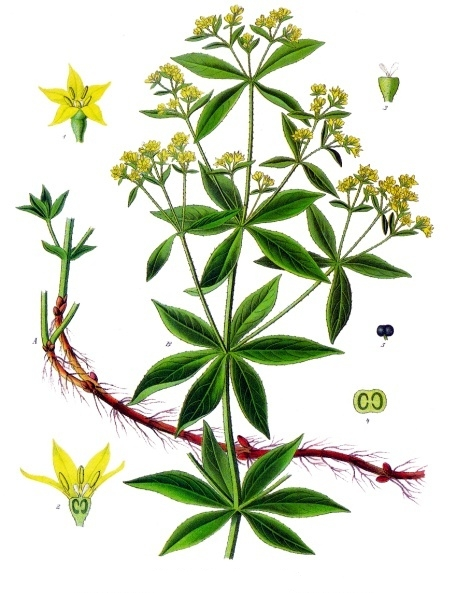
Nákres mořeny barvířské

Mořena barvířská (Rubia tinctorum) je vytrvalá rostlina, která se v české přírodě vyskytuje příležitostně jako připomínka dob minulých, kdy byla důležitou barvířskou rostlinou. Získávala se z ní tzv. „turecká červeň“, jedno z nejstálejších přírodních barviv, které se již od starověku používalo k obarvení vlněných i bavlněných tkanin, stejně jako na přípravu vodových či olejových barev.

## Výskyt
Tento druh rodu mořena pochází z teplejších oblastí mírného podnebného pásma v jižní Evropě a od Malé Asie až po Střední Asii. V době své největší slávy byla vysévána i v českých zemích, kde na některých místech zplaněla a jako neofyt se vyskytuje podnes. Nejvhodnějším místem pro její růst jsou osluněná místa s lehkou, záhřevnou, mírně vlhkou a vápenitou půdou.

## Popis
Vytrvalá, 50 až 100 cm vysoká bylina rostoucí z plazivého, červeně barvicího, asi 1 cm tlustého oddenku. Vystoupavá nebo přímá, bohatě větvená lodyha je čtyřhranná až křídlatá a na hranách bývá pokrytá háčkovitými ostny. Je porostlá krátce řapíkatými, tuhými, vstřícnými listy, které s podobnými palisty vytvářejí nepravé čtyř až šestičetné přesleny. Světlezelené, jednožilné listy jsou dlouhé 2 až 5 cm a široké 0,5 až 2,5 cm, eliptické až kopinaté a na vrcholu hrotité. V horní části lodyhy listy přecházejí ve vstřícné listeny, z jejíchž úžlabí vyrůstají čtyřhranné větve s květenstvím tvořeným řídkou latou vidlanů. Květy jsou drobné, asi 4 mm velké, žluté až zelenožluté, mají krátké stopky, srostlé obaly a jsou oboupohlavné.
Kalich je zakrslý a tvoří jen sotva znatelný lem. Žlutá kolovitá koruna je úzce nálevkovitá s hluboce děleným okrajem a vejčitými, špičatými cípy, nejprve vzpřímenými a později odstávajícími. V květu je dále čtyři až pět tyčinek s nitkami vespod srostlými s korunou a spodní semeník s dvěma oddíly po jednom vajíčku, který nese dvě čnělky s kulovitými bliznami. Prvoprašné květy kvetou v červnu a červenci, opylovány jsou hmyzem. Plod je poněkud zdužnělá, tmavá a hladká dvoupeckovička asi 4 mm velká.
Rostlina se na nová místa rozšiřuje výsevem semen, dospělé se pak do okolí rozrůstají plazivými oddenky.

## Význam
Při využívání mořeny barvířské k výrobě červeného barviva se prvé tři roky po výsevu sklízí nať jako krmivo pro dobytek a teprve třetím rokem se oddenky vyořou, usuší, zbaví kůry a rozemelou. Barvící látkou je glykosid alizarin. Barevný odstín se mění v závislosti na použití mořidla, při použití kamence vzniká barva červená, se solí mědi žlutohnědá, solí železa fialová a solí cínu růžová. Z rozvojem chemického průmyslu zanikl její význam, neboť alizarin se od druhé poloviny 19. století uměle vyrábí z antracenu, tuhé součásti uhelného dehtu. Přesto se ještě v jihozápadní Asii používá k barvení vlny pro výrobu orientálních koberečků a ve výtvarném umění (malba).
V lékařství se mořeny barvířské používá pro terapeutické účinky při ledvinových chorobách. Droga „Rubiae tinctorum radix“ využívá celého souboru rubiaglykosidů (hlavní účinnou látkou je kyselina ruberytrová), které ve svém komplexu dokážou rozrušovat a rozpouštět ledvinové kameny a při zánětu močového měchýře dezinfikovat močové cesty.